# Тин Эй
Тин Эй, У Тин Эй (бирм. တင်အေး, англ. Tin Aye; р. 1930) — государственный и политический деятель Мьянмы, бывший посол в СССР, председатель Центральной избирательной комиссии Мьянмы с 2011 года.
Получил образование в Рангунском университете.
В 1951 году окончил королевскую военную академию в Сандхерсте (Британия).
Служил в бирманской армии на различных должностях, дослужился до звания полковника.
В 1977—1981 годах — военный атташе при посольстве Бирмы в США.
В 1981—1983 годах — директор бирманской корпорации металлоизделий.
В 1983—1986 годах — управляющий директор корпорации по производству керамических изделий.
С июля 1986 года — посол в СССР.